# 北门江
北门江，古称宜伦江，位于中国海南岛西北部儋州市境内，上游称雅拉河（牙拉河），发源于儋州市南部的鹦哥岭，向北流至大成镇长田村转东北流，经南辰农场于打白入沙河水库，出库后转西北流，经侨植农场、那大镇有伦村，过天角潭水库后始称“北门江”。北门江继续西北流经东成镇水流村、番陈村、长坡村、崖碧村和中和镇环龙村，过中和镇后干流分为多个汊流，向西北汇入儋州湾。河长62.2公里，比降2.45‰，流域面积648平方公里，年均径流量4.06亿立方米。流域属热带季风气候，冬春雨量稀少，夏秋雨水充沛。年均气温23.2℃，年均降水量1815毫米。